# 帕洛什沃勒什毛尔特
帕洛什沃勒什毛尔特，是匈牙利赫维什州所辖的一个村。总面积5.84平方公里，总人口671，人口密度114.9人/平方公里（2011年1月1日）。